# Vasa Stajić
Vasa Stajić (en serbe cyrillique : Васа Стајић ; né le 10 février 1878 à Mokrin et mort le 10 février 1947 à Novi Sad) est un philosophe et un écrivain serbe. Il a été l'élève du professeur Aleksandar Sandić.

## Biographie
Vasa Stajić suit les cours des lycées de Velika Kikinda, Sremski Karlovci et Senj ; il est renvoyé du lycée de Karlovci en tant qu'agitateur socialiste. Il étudie le droit puis la philosophie à Budapest, Paris et Leipzig ; il sort diplômé de l'université de Budapest en 1902. Il répand les idées du professeur Aleksandar Sandić et préside le Mouvement réformateur national serbe des jeunes intellectuels de Voïvodine.
En 1904 et 1905, il enseigne à Pakrac puis au lycée de Pljevlja, où il a comme collègue le professeur et historien Gligorije Elezović.
Vasa Stajić publie les revues Novi Srbin et Prosveta et, à cause de ses idées, il est fréquemment condamné. À Novi Sad, il devient secrétaire de la Matica srpska, l'une des institutions culturelles serbes les plus importantes du royaume des Serbes, Croates et Slovènes et du royaume de Yougoslavie et, en 1921 et 1936, il est rédacteur en chef de la Chronique de cette institution.

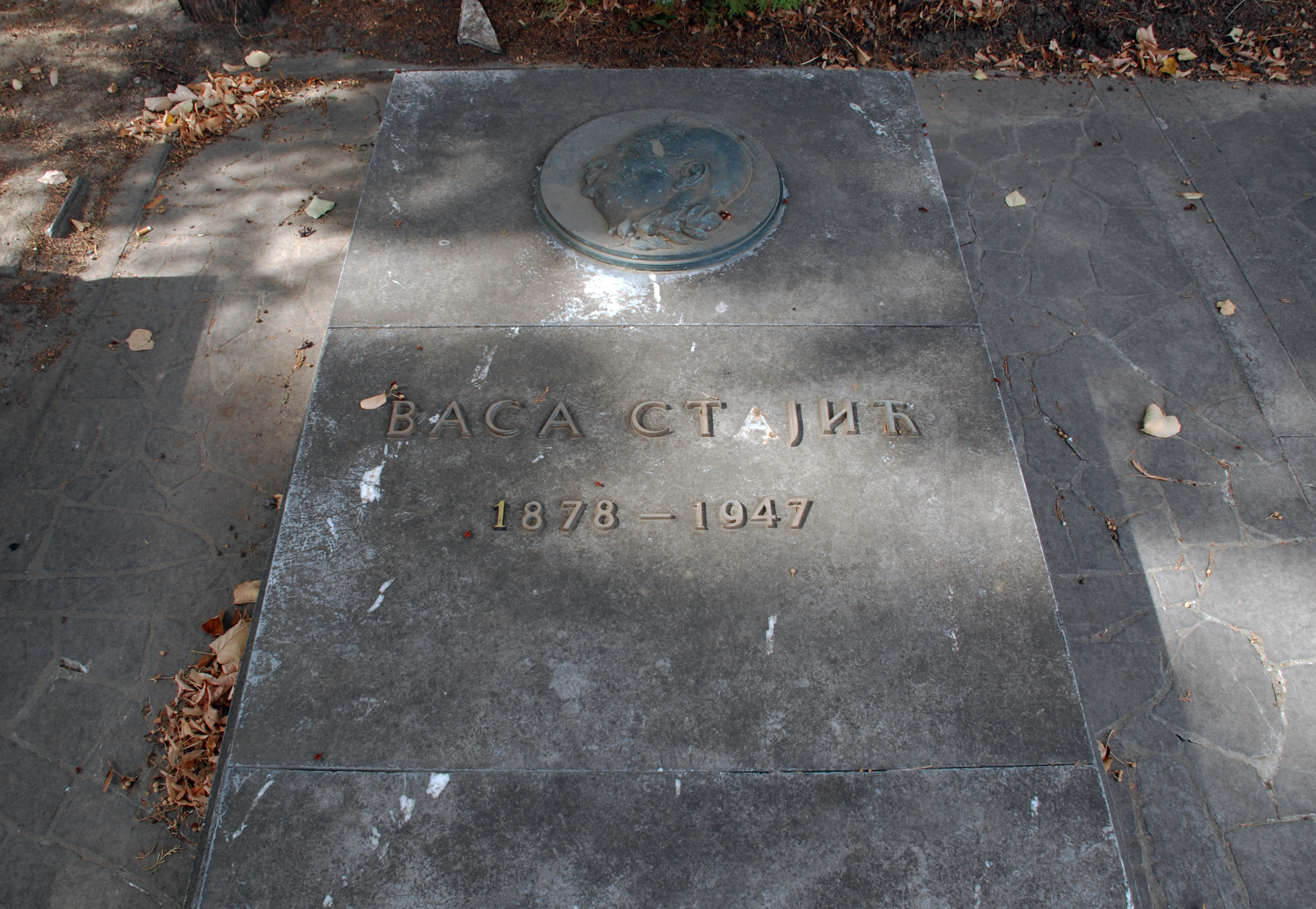
La tombe de Vasa Stajić dans le cimetière de la Dormition de Novi Sad

Il a écrit plus de vingt ouvrages, dont les Novosadske biografije (Biographies de Novi Sad) en six volumes et Velikokikindski dištrikt (Le District de Velika Kikinda). Il a également publié des études sur Svetozar Miletić (1926) et Jovan Jovanović Zmaj (1933) ainsi que plus de 100 articles savants. Après la Seconde Guerre mondiale, il a été président de la Matica srpska, poste qu'il a occupé jusqu'à sa mort.

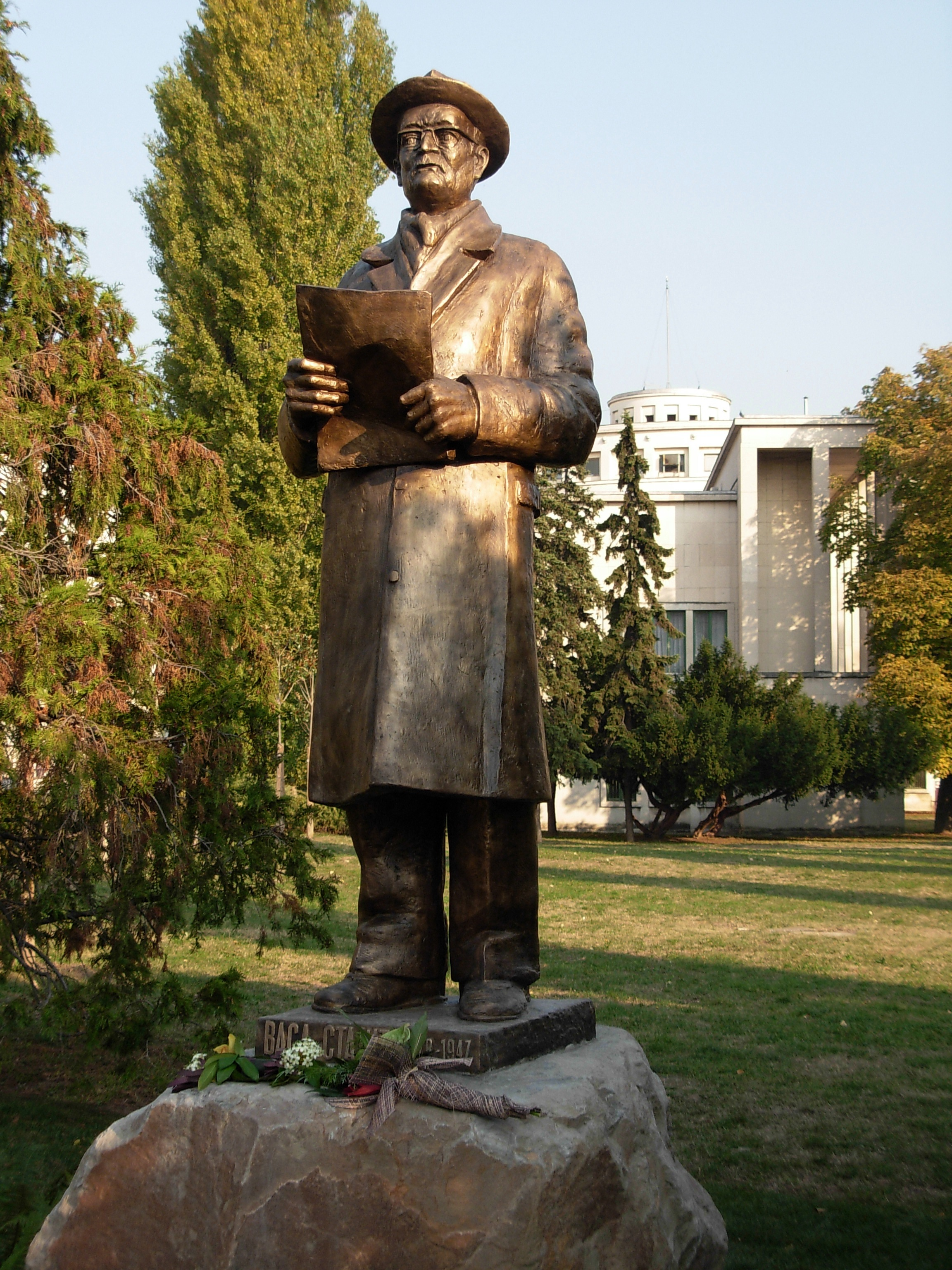
Statue de Vasa Stajić à Novi Sad

En 1923, il a participé activement à l'organisation de la Société serbe d'alpinisme (en serbe : Srpsko planinarsko društvo qui, en 1924, est devenue la Société d'alpinisme Fruška gora.
Il est enterré dans le cimetière de la Dormition de Novi Sad, où son monument funéraire fait partie d'un ensemble de 24 tombes de personnalités historiques, culturelles et autres inscrites sur la liste des monuments culturels protégés (identifiant no SK 1588) de la République de Serbie.

## Hommages
Une école élémentaire à Novi Sad, dans le quartier d'Adamovićevo naselje, et l'école élémentaire de Mokrin portent son nom,.